# Валентина Толкунова
Валентина Васиљевна Толкунова (рус. Валентина Васильевна Толкунова; Армавир, 12. јул 1946 — Москва, 22. март 2010) била је совјетска и руска певачица; народна уметница РСФСР (1987), лауреат награде Ленинског комсомола (1980).

## Дискографија
- 1972 —
- 1972 —
- 1973—1977, 1984 —
- 1974 —
- 1974 —
- 1974 —
- 1974 —
- 1974, 1975, 1976, 1982 —
- 1974 —
- 1975 —
- 1980 —
- 1981 —
- 1982 —
- 1983 —
- 1983 —
- 1985 —
- 1985 —
- 1985 — Разговор с женщиной (двойной альбом)
- 1988 —
- 1988 — Песни на стихи Екатерины Шевелёвой (музыка Надежды Козловской)
- 1988 —
- 1989 —
- 1989 —
- 1989 —
- 1990 —
- 1990 —
- 1990 —
- 1992 —
- 1995 —
- 1996 —
- 1997 —
- 1998 —
- 2000 —
- 2002 —
- 2003 —
- 2004 —
- 2006 —
- 2006 —
- 2006 —
- 2007 —
- 2010 —